# Izochor (genetika)
A genetikában izochornak nevezzük a DNS nagy (3 kilobázispárnál nagyobb), GC-arányában egyenletességet mutató régióit. Az izochor területek GC-tartalmukban homogének, ellentétben a teljes genom heterogenitásával.
Öt különböző izochor-osztályt szokás megkülönböztetni:
- Az L1 és L2 GC-tartalma alacsony (< 40%), kevés gént tartalmaznak
- A H1 GC-tartalma 47% körüli
- A H2 GC-tartalma 52% körüli
- A H3-nak van a legmagasabb GC-tartalma (> 52%), egyben a legnagyobb génsűrűsége.

Az izochorokat cézium-kloridos (CsCl) ultracentrifugálással írták le elsőként.

## Fordítás
- Ez a szócikk részben vagy egészben az Isochore (genetics) című angol Wikipédia-szócikk ezen változatának fordításán alapul.  Az eredeti cikk szerkesztőit annak laptörténete sorolja fel. Ez a jelzés csupán a megfogalmazás eredetét és a szerzői jogokat jelzi, nem szolgál a cikkben szereplő információk forrásmegjelöléseként.